# Kościół Świętej Trójcy w Bolimowie
Kościół Świętej Trójcy – rzymskokatolicki kościół parafialny należący do dekanatu Sochaczew – Matki Bożej Nieustającej Pomocy diecezji łowickiej.
Obecna świątynia jest orientowana, wzniesiona w stylu późnorenesansowym w 1667 roku na miejscu drewnianej. Kilkakrotnie była przebudowywana. Kościół posiada jedną nawę z wielobocznie zamkniętym prezbiterium. Od strony południowej jest dobudowana kwadratowa kruchta a od strony północnej kaplica wzniesiona w latach 1885-95, dalej przy prezbiterium są umieszczone zakrystia i skarbczyk. W prezbiterium sklepienie kolebkowe z lunetami ozdobione jest późnorenesansowymi sztukateriami w typie lubelsko-kaliskim. Na zewnątrz świątynia jest wzmocniona przyporami. Fasada Kościoła jest prosta, wejście jest oflankowane półkolumnami. Na dachu znajduje się półkolista wieżyczka. Do wyposażenia budowli należą cztery ołtarze. W ołtarzu głównym jest umieszczony obraz Matki Bożej z Dzieciątkiem, natomiast boczne poświęcone są: św. Józefowi, Panu Jezusowi Ukrzyżowanemu i św. Franciszkowi.